# Barry O'Connor
Pour les articles homonymes, voir O'Connor.
Barry O'Connor, né le 31 janvier 1954 à Londres, est un joueur de squash représentant l'Angleterre. Il est champion d'Europe par équipes en 1977.

## Biographie
Dès son plus jeune âge (1 an et demi) et à la suite d'une radiographie du dos, on lui met des attelles aux jambes jusqu'à l'âge de sept ans. A l'école, il rattrape le temps perdu en s'essayant à tous les sports et à l'âge de quatorze ans, il découvre le squash. En 1973, il remporte la Drysdale Cup, officieux championnat du monde des moins de 19 ans. En 1976, En 1976, Mike Corby le prend sous ses ailes et lui offre la possibilité de travailler et de s'entraîner dans son club de squash sous le London Bridge. Il joue ainsi avec plusieurs célébrités comme Leonard Rossiter, John Cleese, Spike Milligan, Richard Harris et Tommy Steele. Il participe aux championnats du monde 1976 et 1982, s'inclinant à chaque fois au premier tour.

## Palmarès

### Titres
Championnats d'Europe par équipes : 1977